# خانه به دوش
خانه به دوش یک مجموعه تلویزیونی ایرانی به کارگردانی و نویسندگی رضا عطاران است که در ماه رمضان سال ۱۳۸۳ از شبکه سه پخش شده است.

## خلاصهٔ داستان
آقا ماشاءالله (حمید لولایی) فرد بی‌پول و فقیری است که مشکلات مالی او را در وضعیت سختی قرار داده است، و به مشاغلی مثل هندوانه فروشی با وانت روی آورد در نهایت او برای اینکه مشکل مالی خود را حل کند و بتواند تنها از راه حلال پول در بیاورد، با آقای بیات (خشایار راد) که با او به طور اتفاقی آشنا شده همکاری می‌کند و پولی را برای سفر به مالزی به او می‌دهد؛ اما…

## بازیگران
| بازیگر            | نقش            | توضیحات                     |
| ----------------- | -------------- | --------------------------- |
| حمید لولایی       | ماشالله مرزوقی | پدر خانواده                 |
| مریم امیرجلالی    | ناهید          | همسر آقا ماشالله            |
| غلامحسین لطفی     | اصلان          | باجناغ ماشالله - شوهر نسرین |
| علی صادقی         | علی مرزوقی     | پسر ماشالله                 |
| رضا عطاران        | احمد           | دوست ماشالله                |
| آناهیتا همتی      | نرگس مرزوقی    | دختر بزرگ ماشالله           |
| فلور نظری         | نسرین          | خواهر ناهید                 |
| بهنوش بختیاری     | ژینوس          | دختر اصلان                  |
| خشایار راد        | حمید بیات      | کلاهبردار - دوست اصلان      |
| نگین اوشانره      | سحر مرزوقی     | دختر کوچک ماشالله           |
| پروین میکده       | زیبا خانم      | کلفت خانه اصلان             |
| سعید نورالهی      | حاجی           | صاحب کار احمد و ماشالله     |
| محمود بهرامی      | آقا عرشیا      | همکار احمد و ماشالله        |
| حسن بوستانی       | نیسان          | همکار احمد و ماشالله        |
| شهناز شهبازی      | سرمدی          | همسر بیات                   |
| گیتی معینی        | ننه            | مادر احمد                   |
| سید جلال طباطبایی | هاشم آقا       | سبزی فروش محل               |
| عباس خسروی        | -              | فرش فروش                    |
| حسین شهاب         | -              | صاحب مسافرخانه              |
| رضا نظری          | ایبیش          | معتاد داخل مسافرخانه        |
| بهرام علیان       | سعیدی          | همسایه ماشالله              |
| محرم بسیم         | آقا کریم       | پیرمرد همسایه               |
| ملیحه نظری        | -              | پیرزن همسایه                |
| سیروس میمنت       | ایرج           | مزدور بیات                  |
| لیلا جعفرپور      | -              | منشی شرکت بیات              |
| آناهیتا افشار     | -              | منشی شرکت بیات              |
| فرشاد ارج         | -              | خواستگار سمج                |
| سعیده عربَ         | اعظم           | مادر خواستگار سمج           |
| مجید شهریاری      | محسن           | صاحب بنگاه ماشین            |
| محمد قلی‌بیگی      | مرتضی          | طلبکار ماشالله              |
| رضا عارفان        | آقا سهراب      | طلبکار ماشالله              |
| پروین ملکی        | -              | پیرزن تنها                  |
| سید رضا حسینی     | آنتوان         | عکاس پارک                   |
| هوشنگ شاهرخی      | -              | عکاس                        |
| محمد افشار        | -              | پزشک                        |
| امین‌رضا عرب       | -              | گلفروش                      |
| محمد رضوی شاد     | -              | کارگر کفاشی                 |
| حمید کشاورز       | -              | برادران دوقلو               |
| سپهر سجادی نژاد   | -              | پسر سعیدی                   |
| شاهرخ عزیزی       | مفاخری         | همکار بیات                  |
| یدالله شهیدی      | -              | صاحب دکه روزنامه فروشی      |
| گلی اکبری         | -              | خواهر نیسان                 |
| علیرضا افخمی      | -              | راننده آژانس                |
| محمدباقر صفانور   | -              | رفتگر                       |

## بازخورد
سریال خانه به دوش، از قصه ساده‌ای برخوردار است که یک خانواده معمول جامعه ایران را به تصویر کشید. در طول داستان سریال تلاش شده به مسائل و مشکلات اجتماعی مانند زیاده خواهی، جهل، مشکلات بی‌پولی، رقابت‌های بیهوده و عاقبت کارهای خلاف قانون اشاره شود. بعد از پخش این مجموعه، اکثر منتقدان نظر مثبتی دربارهٔ این مجموعه داشتند. خانه به دوش دارای قصه ساده و روان است و اتفاقاً این مسئله یک حُسن برای اثری در مدیوم تلویزیون محسوب می‌شود. رضا عطاران در این سریال توانست خانواده‌ای را خلق کند که بیننده خودش را بخشی از آن احساس می‌کرد، به همین خاطر که سال‌ها بعد از پخش این سریال، همچنان سکانس‌های مختلفی از خانه به دوش در فضای مجازی میان مردم ایران دست به دست می‌شود. این سریال که توانست در جذب مخاطب موفق باشد تا سال‌ها بعد به بهانه‌های مختلفی از شبکه‌های تلویزیونی بازپخش شد.

## نویسنده
در دی‌ماه ۱۳۹۶، مریم امیرجلالی در یک مصاحبهٔ تلویزیونی با شبکهٔ شما، مدعی شد که نویسندهٔ اصلی خانه‌به‌دوش اصغر فرهادی بوده است. بعد از گذشت ۱۳ سال از پخش مجموعه، این نخستین باری بود که نام اصغر فرهادی به عنوان نویسندهٔ این مجموعه مطرح شد.
چندی بعد سعید آقاخانی در همین برنامه از شبکهٔ شما اعلام کرد نویسندهٔ خانه به دوش آن‌هایی هستند که نامشان در تیتراژ ذکر شده و صحبت خانم امیرجلالی از روی عدم اشراف ایشان به کلیت موضوع بوده و حضور اصغر فرهادی صرفاً به عنوان ناظر صداوسیما در مرحلهٔ نگارش و ساخت سریال بوده است. این ادعا در اسفند ۱۴۰۳ مجدد توسط خانم امیرجلالی در تاک شو عیدی اچ دی تأیید شد
چند سال بعد ایرج محمدی در برنامه ۱۴ اینچ حضور پیدا یافت که این مصاحبه در اواخر سال ۱۳۹۹ ضبط و در اوایل سال ۱۴۰۰ از شبکه آی فیلم پخش شد و محمدی نیز در آن اعلام کرد که نویسنده اولیه این کار اصغر فرهادی بود، ولی نمی‌خواست نام خودش در تیتراژ سریال باشد، دلیل این موضوع هم این است که فرهادی می‌خواست بیشتر در سینما فعال باشد تا در تلویزیون.

## جوایز و نامزدها
| ۱۳۸۴ | هشتمین دوره جشن حافظ |                              |                |          |
| ۱۳۸۴ | هشتمین دوره جشن حافظ | بهترین بازیگر کمدی تلویزیونی | حمید لولایی    | برنده    |
| ۱۳۸۴ | هشتمین دوره جشن حافظ | بهترین بازیگر کمدی تلویزیونی | مریم امیرجلالی | نامزدشده |